# Shakes & Fidget
Shakes & Fidget je německý parodický komiks na hru World of Warcraft od autorů Oscara Panniera a Marvina Clifforda. Popisuje příhody malého kouzelníka Fidgeta a válečníka Shakese. Potkali se po tom, co se Shakesovi rozprchla armáda, kterou vedl do bitvy proti hordě orků. Společně se vydávají pátrat po kouzelné houbě lysohlávce, která svého držitele obdaruje bezmeznou mocí. Na svých výpravách se kvůli svojí nešikovnosti Shakes a Fidget dostávají do různých komických i tragických situací, z nichž většinou vyváznou bez úhony.

## Postavy
- Fidget je gnóm, který neumí příliš dobře kouzlit. V komiksu vystupuje jako dokonalý smolař. Když se ho někdo začne důkladně vyptávat, je schopen se rozbrečet a prozradit všechno, co ví. Fidget ze všeho nejvíc touží udělat zkoušku z Blinku neboli teleportace, aby se stal uznávaným kouzelníkem a aby ho vlastní otec přestal zavrhovat. Líbí se mu malí Murloci. Má dva bratry – Fedgeta (válečníka) a Kukka (kouzelníka). Nosí fialovou róbu a má černé vlasy.

- Shakes je lidský válečník, který dříve vedl armádu Aliance do boje proti orkům, ale ta mu před bojem utekla. Je trochu omezený a střídá bláznivou odvahu se zbabělostí. Má slabost pro noční elfy. Má silnějšího bratra Patricka (válečníka).
- Fedget je gnóm, který je jako jediný z rodiny padouch (všichni ostatní jsou kouzelníci). Je to darebácký bratr Fidgeta a Kukka. Má šedé kožené brnění, modré rukavice a černé vlasy. Později se v komiksech stane učitelem padoušství.
- Kadosh je nejlepším přítelem Fedgeta (Fidgetova bratra). Jsou tak sehraná dvojka, že ani od nikoho nechtějí pomoc.
- Brock je silný ork, kterého poslali hledat se Shakesem a Fidgetem jakousi mapu.
- Kumpl je velmi silný a vychytralý vůdce orků. Rád by se zmocnil artefaktu, ale brzy pochopí, že mu to nic nepřinese a spřátelí se se Shakesem a Fidgetem.
- Kukk je gnóm, který umí kouzlit o hodně lépe, než jeho bratr Fidget, a proto už dávno složil zkoušky z Blinku. Vždy, když se Fidget snaží zkoušky udělat, vysmívá se mu se slovy „HA-HA LOSER!!!“. Jednou v jedné hospodě soutěžil s Fidgetem o kouzelnou lahvičku, kterou ale prohrál, protože Fidget vsadil 100 zlatých a on jen 6 zlatých. Má žlutou róbu a zelené vlasy.
- Koncentra je napůl elfka a napůl duch, do které se hned každý zamiluje. Zamilovali se do ní i naši hrdinové.
- Patrick je démonický válečník. Je o hodně agresivnější a silnější, než jeho bratr Shakes.
- Rangaros je ohnivý démonický robot, který proti sobě seskupuje různé skupiny a pak s nimi bojuje. Je nesmrtelný.
- Daniel je člověk, který dělá hostinského v místní hospodě.
- Bob je velmi líný, namyšlený duch, který Shakesovi a Fidgetovi splní skoro každé přání.
- Švubarekaciusl je duch. Jeho dřívější tělo bylo příliš slabé, aby uneslo všechnu jeho moc. A proto uzavřel největší část své moci v artefaktu, který Fidget našel.
- Flitzi je Shakesova želva, kterou našel, když si prohlížel kapsy od kalhot. V jednom díle na chvíli dostala moc Švubarekaciuslova artefaktu.
- Blurky je malý a zlý murlok, na kterého si nikdo nedovoluje, jelikož je pod ochranou svého silného obra.
- Hellmond je Blurkyho neobyčejně silný obr. Vypadá jako sumo zápasník a udělá všechno, co mu Blurky řekne. Ve skrytí vypadá jako temná elfka Koncentra, do které se Shakes zamiloval.
- Luigi je poskok lichváře, který chce po Shakeovi a Fidgetovi splatit jejich dluh.
- Kerl je podivný člověk, který poslouchá příkazy Shakese a Fidgeta.
- Dr. Abawuwu je doktor který stvořil člověkodlaka. Když k němu přišel Shakes, člověkodlak ho kousnul a proměnil ho na stejnou rasu.